# Тории Киёмасу
Тории Киёмасу (яп. 鳥居清重, годы творчества 1697—1722) — японский художник, мастер укиё-э из династии Тории.

## Биография и творчество
Тории Киёмасу — представитель первого поколения династии Тории. О его жизни не осталось достоверных сведений. Есть множество догадок о его родстве с одним из основателей школы Тории Киёнобу: по одной версии Киёмасу — сын его младшего брата, по другой — его собственный сын, выдвигается также версия о том, что оба художника — одно и то же лицо, из-за почти неразличимого сходства их многих работ.
Тем не менее после смерти Тории Киёнобу Киёмасу стал вторым признанным главой школы Тории. Незаурядный талант позволил ему развить традиции школы и укрепить её авторитет в мире укиё-э. Киёмасу создавал большую часть своих работ в жанре театральной гравюры (якуся-э), получив за свой особый стиль прозвище якуся-э-но Тории (Тории, который портретирует актёров)

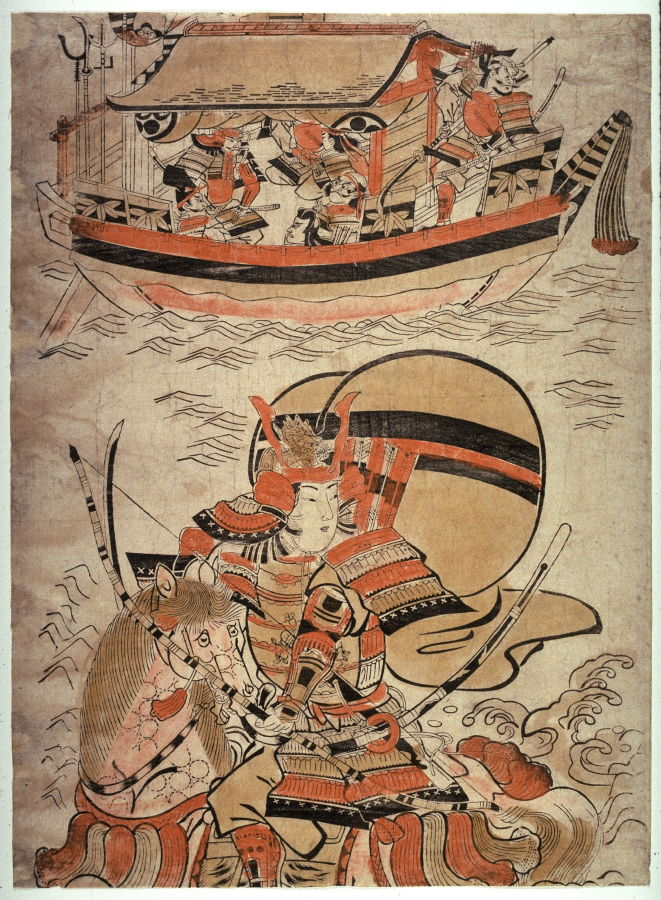
Юный самурай Ацумори на коне, ожидающий ответ от главнокомандующего. ок. 1710
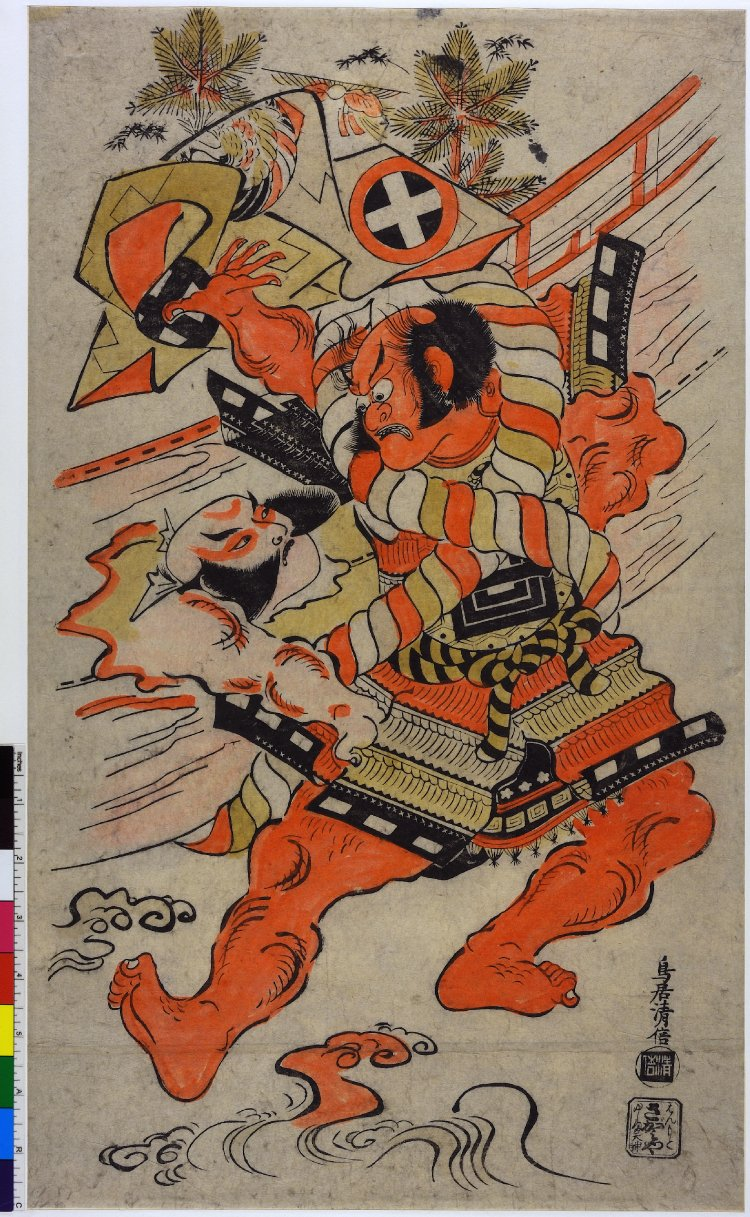
Актёры Отани Хиродзи I в роли Асахина Сабуро и Итикава Дандзо I в роли Сога Горо. 1717